# Dirac-Matrizen
Die Dirac-Matrizen (nach dem britischen Physiker Paul Dirac), auch Gamma-Matrizen genannt, sind vier Matrizen, die der Dirac-Algebra genügen. Sie treten in der Dirac-Gleichung auf.

## Definition
Die Dirac-Matrizen {\displaystyle \gamma ^{0},\,\gamma ^{1}\,,\gamma ^{2}\,} und {\displaystyle \,\gamma ^{3}\,} erfüllen definitionsgemäß die Dirac-Algebra, das heißt, die algebraischen Bedingungen
{\displaystyle {\begin{aligned}\gamma ^{0}\gamma ^{0}&=I\,,&\gamma ^{1}\gamma ^{1}&=-I\,,&\gamma ^{2}\gamma ^{2}&=-I\,,&\gamma ^{3}\gamma ^{3}&=-I\,,\\\gamma ^{0}\gamma ^{1}&=-\gamma ^{1}\gamma ^{0}\,,&\gamma ^{0}\gamma ^{2}&=-\gamma ^{2}\gamma ^{0}\,,&\gamma ^{0}\gamma ^{3}&=-\gamma ^{3}\gamma ^{0}\,,&&\\\gamma ^{1}\gamma ^{2}&=-\gamma ^{2}\gamma ^{1}\,,&\gamma ^{1}\gamma ^{3}&=-\gamma ^{3}\gamma ^{1}\,,&\gamma ^{2}\gamma ^{3}&=-\gamma ^{3}\gamma ^{2}\,.&&\end{aligned}}}
mit der Einheitsmatrix {\displaystyle I}.
Diese Bedingungen betreffen Antikommutatoren, also die Summe der Produkte zweier Matrizen in beiden Reihenfolgen,
{\displaystyle \{A,B\}=A\,B+B\,A\,.}
In Indexnotation, in der {\displaystyle \mu } und {\displaystyle \nu }
für Zahlen aus {\displaystyle \{0,1,2,3\}} stehen, schreiben sich die Bedingungen an die Dirac-Matrizen zusammenfassend als
{\displaystyle \{\gamma ^{\mu },\gamma ^{\nu }\}=\gamma ^{\mu }\gamma ^{\nu }+\gamma ^{\nu }\gamma ^{\mu }=2\,\eta ^{\mu \nu }I\,.}
Dabei sind {\displaystyle \eta ^{\mu \nu }} die Komponenten der Minkowski-Metrik mit Signatur (1,−1,−1,−1).

### Die γ5-Matrix
Zusätzlich zu den vier Gamma-Matrizen definiert man noch die Matrix
{\displaystyle \gamma ^{5}=\mathrm {i} \,\gamma ^{0}\gamma ^{1}\gamma ^{2}\gamma ^{3}\ .}
Sie ist ihr eigenes Inverses, {\displaystyle \gamma ^{5}\gamma ^{5}=I\,,} ist hermitesch, antivertauscht mit den Gamma-Matrizen, {\displaystyle \gamma ^{5}\gamma ^{\mu }=-\gamma ^{\mu }\gamma ^{5}\,,} und demnach mit jedem Produkt von Gamma-Matrizen mit einer ungeraden Anzahl von Faktoren.

## Eigenschaften
Die Gamma-Matrizen erzeugen eine Clifford-Algebra. Jede irreduzible Darstellung dieser Algebra durch Matrizen besteht aus {\displaystyle 4\times 4}-Matrizen. Die Elemente des Vektorraumes, auf den sie wirken, heißen Spinoren. Verschiedene Darstellungen der Dirac-Algebra sind einander äquivalent, das heißt, sie unterscheiden sich nur durch die gewählte Basis. Insbesondere sind die negativen transponierten Matrizen {\displaystyle -\gamma ^{\mu \,{\text{T}}}} und die hermitesch adjungierten Matrizen {\displaystyle \gamma ^{\mu \,\dagger }} den Matrizen {\displaystyle \,\gamma ^{\mu }\,} äquivalent, denn sie erfüllen ebenfalls die Dirac-Algebra. Es gibt daher eine Matrix {\displaystyle A} und eine Matrix {\displaystyle C}, so dass
{\displaystyle C\gamma ^{\mu }C^{-1}=-\gamma ^{\mu \,{\text{T}}}\ ,\quad A\gamma ^{\mu }A^{-1}=\gamma ^{\mu \,\dagger }\,.}
Die Matrix {\displaystyle A} ist zur Konstruktion von Skalaren, Vektoren und Tensoren aus Spinoren wichtig, die Matrix {\displaystyle C} tritt bei der Ladungskonjugation auf.
Jedes Produkt mehrerer Dirac-Matrizen lässt sich bis auf ein Vorzeichen als Produkt verschiedener Dirac-Matrizen in lexographischer Ordnung schreiben, denn das Produkt zweier verschiedener Gamma-Matrizen kann auf Kosten eines Vorzeichens umgeordnet werden. Zudem ist das Quadrat jeder Gamma-Matrix 1 oder −1. Die Produkte verschiedener Gamma-Matrizen bilden zusammen mit der Eins-Matrix und den negativen Matrizen eine Gruppe mit den 32 Elementen,
{\displaystyle \pm 1\,,\,\pm \gamma ^{\mu }\,,\,\pm \gamma ^{\mu }\gamma ^{\nu }\,,\,\mu <\nu \,,\,\pm \gamma ^{\lambda }\gamma ^{\mu }\gamma ^{\nu }\,,\,\lambda <\mu <\nu \,,\,\pm \gamma ^{0}\gamma ^{1}\gamma ^{2}\gamma ^{3}\,,\,{\text{wobei}}\,\lambda ,\mu ,\nu \in \{0,1,2,3\}\,.}
Da jede Darstellung einer endlichen Gruppe bei geeigneter Basiswahl unitär ist, ist auch jede Darstellung der Gamma-Matrizen bei geeigneter Wahl der Basis unitär. Zusammen mit der Dirac-Algebra heißt dies, dass {\displaystyle \gamma ^{0}} hermitesch und die drei anderen {\displaystyle \gamma }-Matrizen antihermitesch sind,
{\displaystyle \gamma ^{0\,\dagger }=\gamma ^{0}\,,\,\gamma ^{1\,\dagger }=-\gamma ^{1}\,,\,\gamma ^{2\,\dagger }=-\gamma ^{2}\,,\,\gamma ^{3\,\dagger }=-\gamma ^{3}\,.}
In unitären Darstellungen bewirkt {\displaystyle A=\gamma ^{0}} die Äquivalenztransformation zu den adjungierten Matrizen
{\displaystyle \gamma ^{0}\gamma ^{\mu }\gamma ^{0}=\gamma ^{\mu \,\dagger }\,.}
Mithilfe der Eigenschaften von {\displaystyle \gamma ^{5}} kann gezeigt werden, dass die Spur jedes Produktes von Gamma-Matrizen mit einer ungeraden Anzahl von Faktoren verschwindet.
{\displaystyle {\begin{aligned}{\text{Spur}}\,{\bigl (}\gamma ^{\mu _{1}}\dots \gamma ^{\mu _{2n+1}}{\bigr )}&={\text{Spur}}\,{\bigl (}\gamma ^{\mu _{1}}\dots \gamma ^{\mu _{2n+1}}\gamma ^{5}\gamma ^{5}{\bigr )}=-{\text{Spur}}\,{\bigl (}\gamma ^{5}\gamma ^{\mu _{1}}\dots \gamma ^{\mu _{2n+1}}\gamma ^{5}{\bigr )}\\&=-{\text{Spur}}\,{\bigl (}\gamma ^{\mu _{1}}\dots \gamma ^{\mu _{2n+1}}\gamma ^{5}\gamma ^{5}{\bigr )}=-{\text{Spur}}\,{\bigl (}\gamma ^{\mu _{1}}\dots \gamma ^{\mu _{2n+1}}{\bigr )}\,.\end{aligned}}}
Im vorletzten Schritt wurde dabei verwendet, dass die Spur eines Produktes sich bei zyklischer Vertauschung der Faktoren nicht ändert und demnach {\displaystyle {\text{Spur}}\,(\gamma ^{5}\,B)={\text{Spur}}\,(B\,\gamma ^{5})} gilt.
Für die Spur eines Produktes von zwei Gamma-Matrizen gilt (weil die Spur zyklisch ist)
{\displaystyle {\text{Spur}}\,\gamma ^{\mu }\,\gamma ^{\nu }={\frac {1}{2}}{\text{Spur}}(\,\gamma ^{\mu }\,\gamma ^{\nu }+\gamma ^{\nu }\,\gamma ^{\mu })={\frac {2\,\eta ^{\mu \nu }}{2}}{\text{Spur 1}}=4\,\eta ^{\mu \nu }\,.}
Die Spur von vier Gamma-Matrizen reduziert man mit der Dirac-Algebra auf die Spur von zwei:
{\displaystyle {\begin{array}{rcl}2\,{\text{Spur}}\,\gamma ^{\kappa }\,\gamma ^{\lambda }\,\gamma ^{\mu }\,\gamma ^{\nu }&=&{\text{Spur}}(\,\gamma ^{\kappa }\,\gamma ^{\lambda }\,\gamma ^{\mu }\,\gamma ^{\nu }+\gamma ^{\lambda }\,\gamma ^{\mu }\,\gamma ^{\nu }\,\gamma ^{\kappa })\\&=&{\text{Spur}}(\,\gamma ^{\kappa }\,\gamma ^{\lambda }\,\gamma ^{\mu }\,\gamma ^{\nu }+\gamma ^{\lambda }\,\gamma ^{\kappa }\,\gamma ^{\mu }\,\gamma ^{\nu }\\&&\ \ \ \ -\gamma ^{\lambda }\,\gamma ^{\kappa }\,\gamma ^{\mu }\,\gamma ^{\nu }-\gamma ^{\lambda }\,\gamma ^{\mu }\,\gamma ^{\kappa }\,\gamma ^{\nu }\\&&\ \ \ \ +\gamma ^{\lambda }\,\gamma ^{\mu }\,\gamma ^{\kappa }\,\gamma ^{\nu }+\gamma ^{\lambda }\,\gamma ^{\mu }\,\gamma ^{\nu }\,\gamma ^{\kappa })\\&=&2\,\eta ^{\kappa \lambda }{\text{Spur}}(\gamma ^{\mu }\,\gamma ^{\nu })-2\,\eta ^{\kappa \mu }{\text{Spur}}(\gamma ^{\lambda }\,\gamma ^{\nu })+2\,\eta ^{\kappa \nu }{\text{Spur}}(\gamma ^{\lambda }\,\gamma ^{\mu })\,.\end{array}}}
Daher gilt:
{\displaystyle {\begin{array}{rcl}{\text{Spur}}\,\gamma ^{\kappa }\,\gamma ^{\lambda }\,\gamma ^{\mu }\,\gamma ^{\nu }&=&4\,(\eta ^{\kappa \lambda }\,\eta ^{\mu \nu }-\eta ^{\kappa \mu }\,\eta ^{\lambda \nu }+\eta ^{\kappa \nu }\,\eta ^{\lambda \mu })\,.\end{array}}}
Falls also verschiedene Dirac-Matrizen in einem Produkt nicht paarweise auftauchen, verschwindet die Spur des Produktes. Daraus folgt unter anderem, dass die sechzehn Matrizen, die man als Produkt von Null bis vier verschiedenen Gamma-Matrizen erhält, linear unabhängig sind.

## Dirac-Gleichung
Dirac führte die Gamma-Matrizen ein, um die Klein-Gordon-Gleichung, die eine Differentialgleichung zweiter Ordnung ist, in eine Gleichung erster Ordnung umzuwandeln.
In natürlichen Einheiten kann die Dirac-Gleichung wie folgt geschrieben werden
{\displaystyle (\mathrm {i} \gamma ^{\mu }\partial _{\mu }-m)\psi =0}
wobei {\displaystyle \psi } ein Dirac-Spinor ist.
Multipliziert man beide Seiten mit {\displaystyle -(\mathrm {i} \gamma ^{\nu }\partial _{\nu }+m)} erhält man
{\displaystyle (\eta ^{\mu \nu }\partial _{\mu }\partial _{\nu }+m^{2})\psi =(\partial ^{2}+m^{2})\psi =0,}
also gerade die Klein-Gordon-Gleichung für ein Teilchen der Masse {\displaystyle m}.

## Zusammenhang zu Lorentz-Transformationen
Die sechs Matrizen
{\displaystyle \Sigma ^{\mu \nu }={\frac {1}{4}}{\bigl (}\gamma ^{\mu }\gamma ^{\nu }-\gamma ^{\nu }\gamma ^{\mu }{\bigr )}}
bilden die Basis einer Lie-Algebra, die der Lie-Algebra der Lorentztransformationen isomorph ist. Sie erzeugen die zu Lorentztransformationen (die stetig mit der 1 zusammenhängen) gehörigen Transformationen der Spinoren {\displaystyle \psi }.

### Chiralität
Aus {\displaystyle (\gamma ^{5})^{2}=1} und {\displaystyle {\text{Spur}}\,\gamma ^{5}=0} folgt, dass die Matrizen
{\displaystyle P_{L}={\frac {1-\gamma ^{5}}{2}}\,,\quad P_{R}={\frac {1+\gamma ^{5}}{2}}}
Projektoren sind,
{\displaystyle (P_{L})^{2}=P_{L}\,,\,(P_{R})^{2}=P_{R}\,,}
die auf zueinander komplementäre, zweidimensionale Unterräume projizieren,
{\displaystyle P_{L}\,P_{R}=0\,,\ {\text{Spur}}\,P_{L}={\text{Spur}}\,P_{R}=2\,,\quad P_{L}+P_{R}=1\,.}
Diese Unterräume unterscheiden Teilchen verschiedener Chiralität.
Weil {\displaystyle \gamma ^{5}} mit den Erzeugenden von Spinortransformationen vertauscht,
{\displaystyle \gamma ^{5}\Sigma ^{\mu \nu }=\Sigma ^{\mu \nu }\gamma ^{5}\,,}
sind die Unterräume, auf die {\displaystyle P_{L}} und {\displaystyle P_{R}} projizieren, invariant unter den von {\displaystyle \Sigma ^{\mu \nu }} erzeugten Lorentztransformationen, mit anderen Worten: Die links- und rechtshändigen Anteile, {\displaystyle \psi _{L}=P_{L}\psi } und {\displaystyle \psi _{R}=P_{R}\psi }, eines Spinors {\displaystyle \psi } transformieren getrennt voneinander.
Da {\displaystyle P_{L}} und {\displaystyle P_{R}} hermitesch sind, weil {\displaystyle \gamma ^{5}} hermitesch ist, gilt für
{\displaystyle {\bar {\psi }}_{L}=(P_{L}\,\psi )^{\dagger }\gamma ^{0}=\psi ^{\dagger }P_{L}^{\dagger }\gamma ^{0}=\psi ^{\dagger }P_{L}\gamma ^{0}=\psi ^{\dagger }\gamma ^{0}P_{R}={\bar {\psi }}\,P_{R}},
wobei {\displaystyle {\bar {\psi }}} allgemein definiert wird als {\displaystyle {\bar {\psi }}=\psi ^{\dagger }\gamma ^{0}}. Die Änderung {\displaystyle P_{L}\rightarrow P_{R}} ergibt sich aus der Vertauschung von {\displaystyle \gamma ^{5}} mit {\displaystyle \gamma ^{0}}. Da {\displaystyle \gamma ^{5}} mit {\displaystyle \gamma ^{0}} antikommutiert, ändert sich das Vorzeichen vor {\displaystyle \gamma ^{5}} im Projektionsoperator {\displaystyle P_{L}={\frac {1-\gamma ^{5}}{2}}\rightarrow P_{R}={\frac {1+\gamma ^{5}}{2}}}. Ganz analog erhält man für {\displaystyle {\bar {\psi }}_{R}={\bar {\psi }}\,P_{L}}.

### Parität
Wegen {\displaystyle \gamma ^{0}\gamma ^{5}\gamma ^{0}=-\gamma ^{5}} ändert ein Term, der {\displaystyle \gamma ^{5}} enthält, unter der Paritätstransformation sein Vorzeichen, es macht also aus Skalaren Pseudoskalare und aus Vektoren Pseudovektoren.
Allgemein folgen Größen, die man aus {\displaystyle {\overline {\psi }}=\psi ^{\dagger }A=\psi ^{\dagger }\gamma ^{0}}, Gamma-Matrizen und einem eventuell von {\displaystyle \psi } verschiedenen Spinor {\displaystyle \chi } zusammensetzt, einem Transformationsgesetz, das am Indexbild ablesbar ist. Es transformieren
- {\displaystyle {\overline {\psi }}\chi } wie ein Skalar,
- {\displaystyle {\overline {\psi }}\gamma ^{\mu }\chi } wie die Komponenten eines Vierervektors,
- {\displaystyle {\overline {\psi }}\Sigma ^{\mu \nu }\chi } wie die Komponenten eines Bivektors bzw. antisymmetrischen Tensors,
- {\displaystyle {\overline {\psi }}\gamma ^{\mu }\gamma ^{5}\chi } wie die Komponenten eines Vierer-Pseudovektors,
- {\displaystyle {\overline {\psi }}\gamma ^{5}\chi } wie ein Pseudoskalar.

## Feynman-Slash-Notation
Richard Feynman erfand die nach ihm benannte Slash-Notation (auch Feynman-Dolch oder Feynman-Dagger). In dieser Notation wird das Skalarprodukt eines Lorentzvektors mit dem Vektor der Gamma-Matrizen {\displaystyle \textstyle \sum _{\mu =0}^{3}\,\gamma ^{\mu }A_{\mu }}  abgekürzt geschrieben als
{\displaystyle A\!\!\!/\ {\stackrel {\mathrm {def} }{=}}\ \sum _{\mu =0}^{3}\gamma ^{\mu }A_{\mu }}.
Dadurch kann z. B. die Dirac-Gleichung sehr übersichtlich geschrieben werden als
{\displaystyle {\Bigl (}\mathrm {i} \partial \!\!\!/\ -{\frac {mc}{\hbar }}{\Bigr )}\,\psi (x)=0\ ,}
oder in natürlichen Einheiten
{\displaystyle {\Bigl (}\mathrm {i} \partial \!\!\!/\ -m{\Bigr )}\,\psi (x)=0\ .}

## Dirac-Darstellung
In einer geeigneten Basis haben die Gamma-Matrizen die auf Dirac zurückgehende Form (verschwindende Matrixelemente nicht ausgeschrieben)
{\displaystyle {\begin{array}{c c}\gamma ^{0}={\begin{pmatrix}1&&&\\&1&&\\&&-1&\\&&&-1\end{pmatrix}}\,,&\gamma ^{1}={\begin{pmatrix}&&&1\\&&1&\\&-1&&\\-1&&&\end{pmatrix}}\,,\\\,&\,\\\gamma ^{2}={\begin{pmatrix}&&&-\mathrm {i} \\&&\mathrm {i} &\\&\mathrm {i} &&\\-\mathrm {i} &&&\end{pmatrix}}\,,&\gamma ^{3}={\begin{pmatrix}&&1&\\&&&-1\\-1&&&\\&1&&\end{pmatrix}}\,.\end{array}}}
Diese Matrizen lassen sich kompakter mit Hilfe der Pauli-Matrizen schreiben (jeder Eintrag steht hier für eine {\displaystyle 2\times 2}-Matrix):
{\displaystyle \gamma ^{0}={\begin{pmatrix}1&\\&-1\end{pmatrix}}\,,\quad \gamma ^{i}={\begin{pmatrix}&\sigma ^{i}\\-\sigma ^{i}&\end{pmatrix}}\,,\;i\in \{1,2,3\}\,,\quad \gamma ^{5}={\begin{pmatrix}&1\\1&\end{pmatrix}}\,.}
Die Diracmatrizen lassen sich mit Hilfe des Kronecker-Produktes auch folgendermaßen generieren:
{\displaystyle \gamma ^{0}=\sigma ^{3}\otimes 1,\quad \gamma ^{i}=\mathrm {i} \sigma ^{2}\otimes \sigma ^{i},\;i\in \{1,2,3\},\quad \gamma ^{5}=\sigma ^{1}\otimes 1\,.}
Die Ladungskonjugationsmatrix ist in dieser Darstellung reell und antisymmetrisch
{\displaystyle C_{D}=i\gamma ^{2}\gamma ^{0}==-i\sigma ^{1}\otimes \sigma ^{2}={\begin{pmatrix}0&-i\sigma ^{2}\\-i\sigma ^{2}&0\end{pmatrix}}={\begin{pmatrix}0&~~0&~~0&-1\\0&~~0&~~1&~~0\\0&-1&~~0&~~0\\1&~~0&~~0&~~0\end{pmatrix}}~.}

## Weyl-Darstellung
Die nach Hermann Weyl benannte Weyl-Darstellung heißt auch chirale Darstellung. In ihr ist {\displaystyle \gamma ^{5}} diagonal,
{\displaystyle \gamma ^{5}={\begin{pmatrix}-1&\\&1\end{pmatrix}}\,,\quad P_{L}={\frac {1-\gamma ^{5}}{2}}={\begin{pmatrix}1&\\&0\end{pmatrix}}\,,\quad P_{R}={\frac {1+\gamma ^{5}}{2}}={\begin{pmatrix}0&\\&1\end{pmatrix}}\,.}
Im Vergleich zur Dirac-Darstellung werden {\displaystyle \gamma ^{0}} und {\displaystyle \gamma ^{5}} verändert, die räumlichen {\displaystyle \gamma }-Matrizen bleiben unverändert:
{\displaystyle \gamma ^{0}={\begin{pmatrix}&1\\1&\end{pmatrix}}\,,\quad \gamma ^{i}={\begin{pmatrix}&\sigma ^{i}\\-\sigma ^{i}&\end{pmatrix}}\,,\quad \gamma ^{5}={\begin{pmatrix}-1&\\&1\end{pmatrix}}.}
Die Weyldarstellung ergibt sich durch einen unitären Basiswechsel aus der Dirac-Darstellung,
{\displaystyle \gamma _{\text{Weyl}}^{\mu }=U\,\gamma _{\text{Dirac}}^{\mu }U^{-1}{\text{ mit }}U={\frac {1}{\sqrt {2}}}{\begin{pmatrix}1&-1\\1&1\end{pmatrix}},\ U^{-1}=U^{\dagger }={\frac {1}{\sqrt {2}}}{\begin{pmatrix}1&1\\-1&1\end{pmatrix}}\,.}
Spinortransformationen transformieren in der Weyl-Basis die ersten beiden und die letzten beiden Komponenten des Dirac-Spinors getrennt.
Die Ladungskonjugationsmatrix ist bei dieser Darstellung ebenfalls reell und antisymmetrisch
{\displaystyle C_{W}=UC_{D}U^{\text{T}}=i\gamma ^{2}\gamma ^{0}={\begin{pmatrix}i\sigma ^{2}&0\\0&-i\sigma ^{2}\end{pmatrix}}}.
Die chirale Darstellung ist von besonderer Bedeutung in der Weyl-Gleichung, der masselosen Dirac-Gleichung.

## Majorana-Darstellung
In der Majorana-Darstellung sind alle Gamma-Matrizen imaginär. Die Dirac-Gleichung ist bei dieser Darstellung ein reelles Differentialgleichungssystem,
{\displaystyle {\begin{aligned}\gamma ^{0}&={\begin{pmatrix}&-\sigma ^{2}\\-\sigma ^{2}&\end{pmatrix}}\,,&\gamma ^{1}&={\begin{pmatrix}&\mathrm {i} \sigma ^{3}\\\mathrm {i} \sigma ^{3}&\end{pmatrix}}\,,&\\&\,&&\\\gamma ^{2}&={\begin{pmatrix}\mathrm {i} &\\&-\mathrm {i} \end{pmatrix}}\,,&\gamma ^{3}&={\begin{pmatrix}&-\mathrm {i} \sigma ^{1}\\-\mathrm {i} \sigma ^{1}&\end{pmatrix}}\,,&\gamma ^{5}&={\begin{pmatrix}&\mathrm {i} \\-\mathrm {i} &\end{pmatrix}}\,.\end{aligned}}}